# Hasan di Tiro

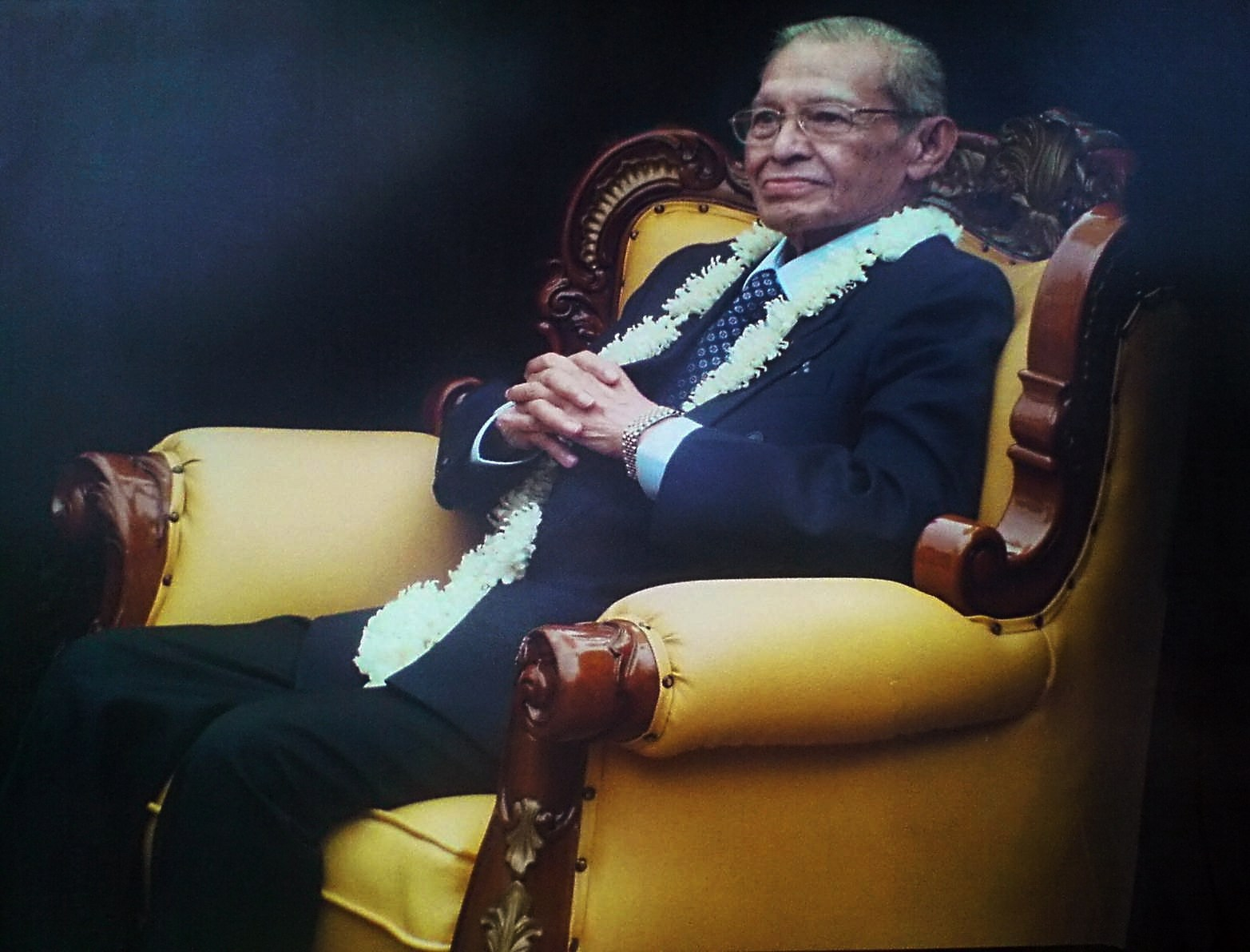
Hasan di Tiro (2010)

Hasan di Tiro (* 25. September 1925 in Pidie; † 3. Juni 2010 in Aceh) war der Gründer der Separatistenorganisation Bewegung Freies Aceh (GAM), einer Organisation, die die Unabhängigkeit Acehs von Indonesien seit den 1970er Jahren anstrebt. 
Hasan di Tiro war der dynastische Nachfolger der Sultane von Aceh, und wenn die muslimische Monarchie in Aceh restauriert worden wäre, würde er oder sein ältester Sohn der Sultan von Aceh. Seit 1980 lebte er in Stockholm, Schweden. Er besaß auch die schwedische Staatsbürgerschaft.
Nach dem Tsunami Ende 2004 schlossen die GAM und die indonesische Regierung ein Friedensabkommen, das mehr Autonomie für Aceh vorsieht und von di Tiro akzeptiert wurde.